# Федеральный центр технического образования Рио-де-Жанейро

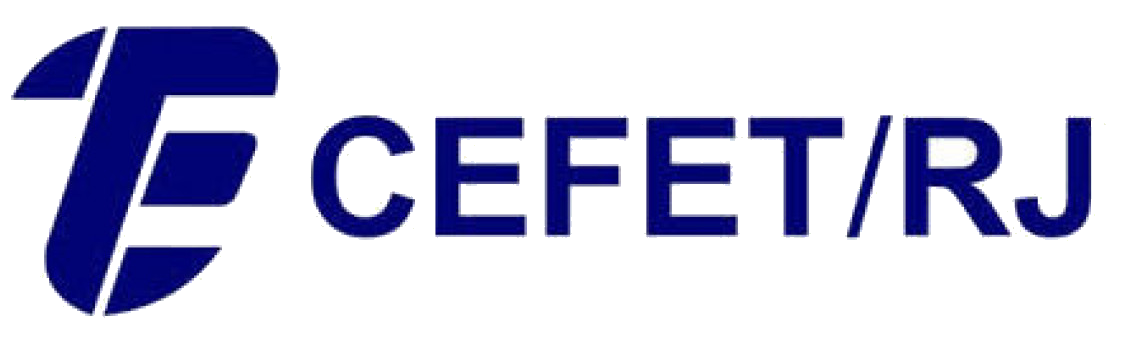
Логотип ФЦТО/РЖ

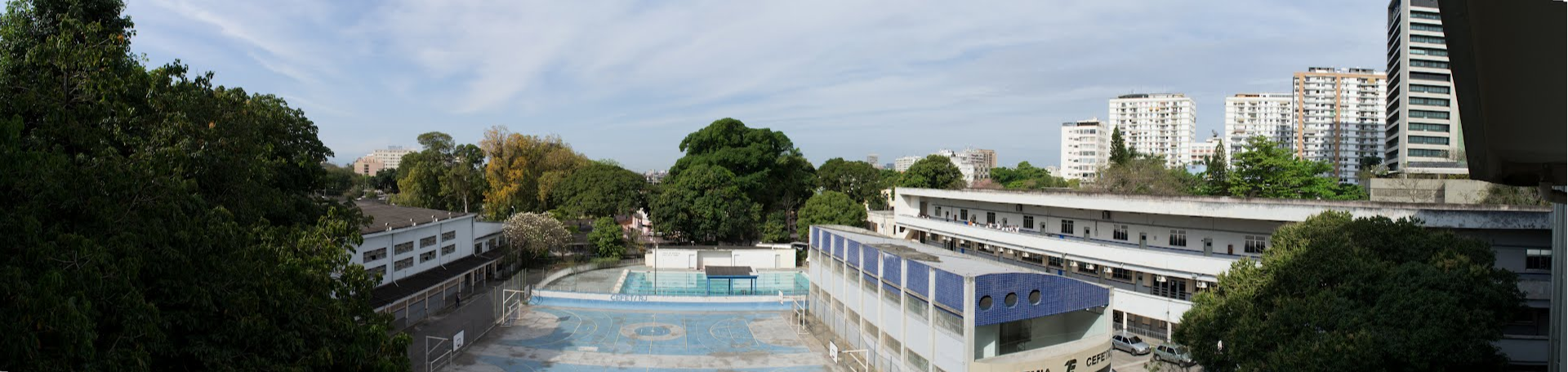
Панорама кампуса CEFET/RJ в Рио

Федеральный центр технического образования Рио-де-Жанейро (порт. Centro Federal de Educação Tecnológica do Rio de Janeiro, CEFET/RJ) также известный как Федеральный центр технологического образования «Селсу Сукко да Фонсека» (порт. Centro Federal de Educação Tecnológica Celso Suckow da Fonseca (CEFET/RJ)) — одно из самых старых бразильских федеральных образовательных учреждений, подчиненных непосредственно Министерству образования Бразилии. ФЦТО/РЖ предлагает курсы для студентов и аспирантов в дополнение к существующим техническим курсам в средней школе.
Основан в 1917 году. Обучение в CEFET/RJ сосредоточено в инженерных областях механики, в сфере информационных технологий, электроники, телекоммуникаций, металлургии, нефтехимии и электротехники.
Многокампусная штаб-квартира Федерального центра технического образования находится в Маракане, с дополнительным кампусом в пригороде Рио-де-Жанейро, Мария-да-Граса, и несколькими другими кампусами в разных городах штата Рио-де-Жанейро.